# Шахбазов, Эльдар Гашам оглы
Шахбазов Эльдар Гашам оглы (род. 29 января 1948, Зангибасарский район) — доктор технических наук, профессор, Заведующий лабораторией Института систем управления в Национальной академии наук Азербайджана. Заслуженный деятель науки Азербайджана (2009).

## Биография
Родился 29 января 1948 года в Зангибасарском районе Армянской ССР. Окончил Азербайджанский Нефтехимический Институт (Азербайджанский Государственный Университет Нефти и Промышленности), факультет механики нефти.

## Работа и научная деятельность
Количество научных работ
- Общее количество опубликованных научных работ: 145
- Количество научных работ, опубликованных за рубежом: 10
- Количество научных работ, опубликованных в республике: 82
- Количество докладов и тезисов конференции: 14
- Количество авторских свидетельств и патентов: 15

Основные научные достижения
1. Теория и технологии робастной корреляции и спектрального анализа сигналов, смешанных с шумом.
2. Информационные технологии, позволяющие обеспечить адекватность идентификации и диагностики случайных процессов, не удовлетворяющих стационарности, нормальному закону распределения и другим классическим условиям.
3. Как сообщает АЗЕРТАДЖ, авторы проекта Государственной нефтяной компании Азербайджана (ГНКАР), русские ученые и Межправительственный фонд по сотрудничеству в области образования в странах СНГ удостоены медали и дипломов ЮНЕСКО за заслуги в области создания и развития такого новейшего достижения науки на заре нового века, как нанонаука, и ее применение в природе, быту и производстве. 18 ноября в основной штаб-квартире ЮНЕСКО состоялось мероприятие в связи с вручением наград и дипломов. Открыв мероприятие вступительным словом, председатель Исполнительного совета ЮНЕСКО, руководитель постоянного представительства России при структуре посол Элеонора Митрофанова охарактеризовала развитие нанонауки как одно из последних достижений мировой науки, высоко оценила заслуги ученых в этой области.  Генеральный директор ЮНЕСКО Ирина Бокова вручила авторам проекта Государственной нефтяной компании Азербайджана (ГНКАР), 7 русским ученым и Межправительственному фонду по сотрудничеству в области образования в странах СНГ высшую награду и дипломы руководимой ею организации за заслуги в развитии нанонауки.  Ученые, удостоенные награды, выразили благодарность за высокую оценку их труда. Было отмечено, что если XX век был только веком атомов и молекул, то XXI век стал стремительно развивающимся веком нанотехнологий. Эта сфера науки нацелена на беспрецедентное обогащение мира и создание новых чудес. В настоящее время нанотехнологии творят чудеса в природе, медицине, экологии, биологии, кибернетике, космосе и, наконец, в области нефти, играют важную роль в динамичном развитии человечества.  Представитель ГНКАР на мероприятии, советник вице-президента компании профессор Эльдар Шахбазов в интервью АЗЕРТАДЖ сказал:  - Наша компания награждена медалью и дипломом «Развитие нанонауки и нанотехнологий» влиятельной международной организации. Отрадно, что ставшие лауреатами ЮНЕСКО авторы проекта Азад Мирзаджанзаде (посмертно), Ровнаг Абдуллаев, Хошбахт Юсифзаде, Эльдар Шахбазов, Рахман Гурбанов, Сабухи Ахмедов, Эльчин Кязимов, Шабияр Шафиев и Назим Гаджизаде получили медали и дипломы организации. Считаю целесообразным предоставить краткую информацию о работе, удостоенной высокой награды.  Начиная с 2004 года, ученые и специалисты ГНКАР выполняют работу по использованию нанотехнологий на основе «мельчайших концентраций», испытанию и применению в лабораториях и производственных сферах компании.  Применение в настоящее время нанотехнологий, как отрасль высоких технологий, позволило повысить добычу нефти в старых месторождениях, особенно тех, которые находятся на последнем этапе разработки, средне- и малодебитных обводненных скважинах, уменьшить расход электроэнергии, необходимой для добычи нефти, и количество воды в добытой жидкости.  Впервые в мировом опыте в области бурения были разработаны научные основы применения таких наносистем, как «Нанонефть», «Нанобитум», «Наногудрон» и «Наномай». С помощью этих систем стало возможным бурение в условиях аномально высокого и низкого давления без допущения осложнений в скважинах, позволило получить уникальные результаты в технологии бурения как с научной, так и с практической точек зрения. Снижен объем используемых химических реагентов, предотвращено загрязнение продуктивных слоев, сократился период освоения скважин после бурения.  Использованные впервые эти нанотехнологии и наносистемы защищены соответствующими патентами.  С целью решения образовавшихся в настоящее время экологических проблем - обеспечения очистки и рекультивации загрязненных нефтью территорий, утилизации при добыче нефти попутных грунтовых вод разрабатываются основы нанотехнологий.  Одной из широко применяемых сфер нанотехнологий является нефтехимия. В настоящее время для использования в нефтедобыче, бурении и транспортировке проводится разработка различных химических реагентов, полученных при нановоздействии.  В октябре 2010 года на II Международной научно-технической конференции «Nanotechoilgas-2010» в Москве сотрудники ГНКАР - профессор Э.Шахбазов, Н.Гаджизаде и Э.Казимов выступили с докладами о достигнутых успехах в этой области в Азербайджане. По предложению оргкомитета конференции исследования в Азербайджане по разработке и применению нанотехнологий в области нефтедобычи были включены в международную энциклопедию ЮНЕСКО «Нанонаука и нанотехнологии».

Названия основных научных работ
- «Система диагностики и управления насосными станциями глубоководных нефтяных скважин с использованием технологии робастного шума». Мехатроника, автоматика, управление, М., № 10, стр. 16, 2015, с. 686—698

## Членство в научных учреждениях
- Член ревизионной комиссии Высшей аттестационной комиссии.
- Член аппарата Республиканского совета ветеранов.
- Член республиканского Совета старейшин.

## Педагогическая деятельность
- Заведующий кафедрой «Информационные технологии и системы» Азербайджанского Университета Архитектуры и Строительства.

## Награды
- Лауреат премии ЮНЕСКО 2010 г. (сертификат 0084)
- В 2009 году награждён «Медалью прогресса» Азербайджанской Республики[4]
- Заслуженный деятель науки Азербайджана 2009 года.